# Kémo
Kémo  ([ke.mo]) er et af de 20 præfekturer i Den Centralafrikanske Republik. Hovedstad er byen  Sibut. Et officielt  estimat fra 2024 anslog befolkningen til at være på 197.538 indbyggere.

## Inddeling
Præfekturet er inddelt i 4 underpræfekturer:
- Sibut
- Dékoa
- Mala
- Ndjoukou (Djoukou)

## Geografi
Præfekturet ligger i den sydlige del af landet og grænser op til præfekturet Nana-Grébizi mod nord, præfekturet Ouaka mod øst, Demokratiske Republik Congo mod syd, præfekturet Ombella-M'Poko mod sydvest og præfekturet Ouham-Fafa mod nordvest. Præfekturet er opkaldt efter floden Kémo, hvis afvandingsområde det ligger  i.